# Alexandre (évêque orthodoxe)
Pour les articles homonymes, voir Alexandre.
L'archevêque Alexandre, dans le monde Alexandre Ivanovitch Trapitsyne (Алекса́ндр Ива́нович Трапицын), né le 29 août 1862 à Volma dans le gouvernement de Viatka (Empire russe) et mort fusillé le 14 janvier 1938 à Kouïbychev (URSS), est un évêque de l'Église orthodoxe russe, archevêque de Pougatchiov, vicaire épiscopal de l'éparchie de Saratov.
Il a été inscrit en l'an 2000 à la liste des saints martyrs de l'Église orthodoxe russe.

## Biographie
Il naît en 1862 au village de Volma de l'ouïezd de Viatka au sein de la famille d'un diacre. La famille a huit fils, dont trois deviennent prêtres et l'un, Azari Trapitsyne, devient peintre.
Il est diplômé du petit séminaire de Viatka en 1878, puis du séminaire de Viatka en 1884 et enfin du grand séminaire de Kazan en 1888 avec le grade de candidat au doctorat en théologie, sa thèse étant intitulée Les ordonnances contre la simonie dans les Églises gréco-orientales et russes.

### Prêtre et enseignant
Il devient enseignant à partir de 1888 au petit séminaire de Viatka, se marie la même année; mais devient veuf en 1892 après la naissance d'un fils. Il est ordonné diacre le 23 février 1889 et prêtre le 26 février suivant dans la cathédrale de Tous-les-Saints de Viatka.
En 1892-1897, il est député du clergé à l'assemblée (douma) municipale de Viatka et censeur des sermons et des écrits à contenu religieux et moral. Il effectue un pèlerinage en Terre Sainte en 1894.
Le 27 mai 1896, il est nommé membre du conseil académique de l'éparchie de Viatka. Il est inspecteur du séminaire de Viatka et en devient le recteur en 1900. Il entre (étant veuf) dans l'état monastique le 26 février 1900, prononçant ses vœux auprès de l'évêque de Viatka, Alexis (Opotski), et prenant son nom de baptême comme nom de religion.
Il est envoyé en 1901 à Sarapoul pour inspecter le séminaire de Sarapoul. Le 28 juillet 1901, le Saint-Synode le nomme recteur du séminaire de Kalouga avec le rang d'archimandrite. Il devient membre de la filiale de Kalouga de la Société impériale orthodoxe de Palestine.
Alexandre reçoit la croix pectorale en 1900, est décoré de l'ordre de Sainte-Anne de IIe classe en 1902, de l'ordre de Saint-Vladimir de IIIe classe en 1905 et de IIe classe en 1912.

### Archevêque

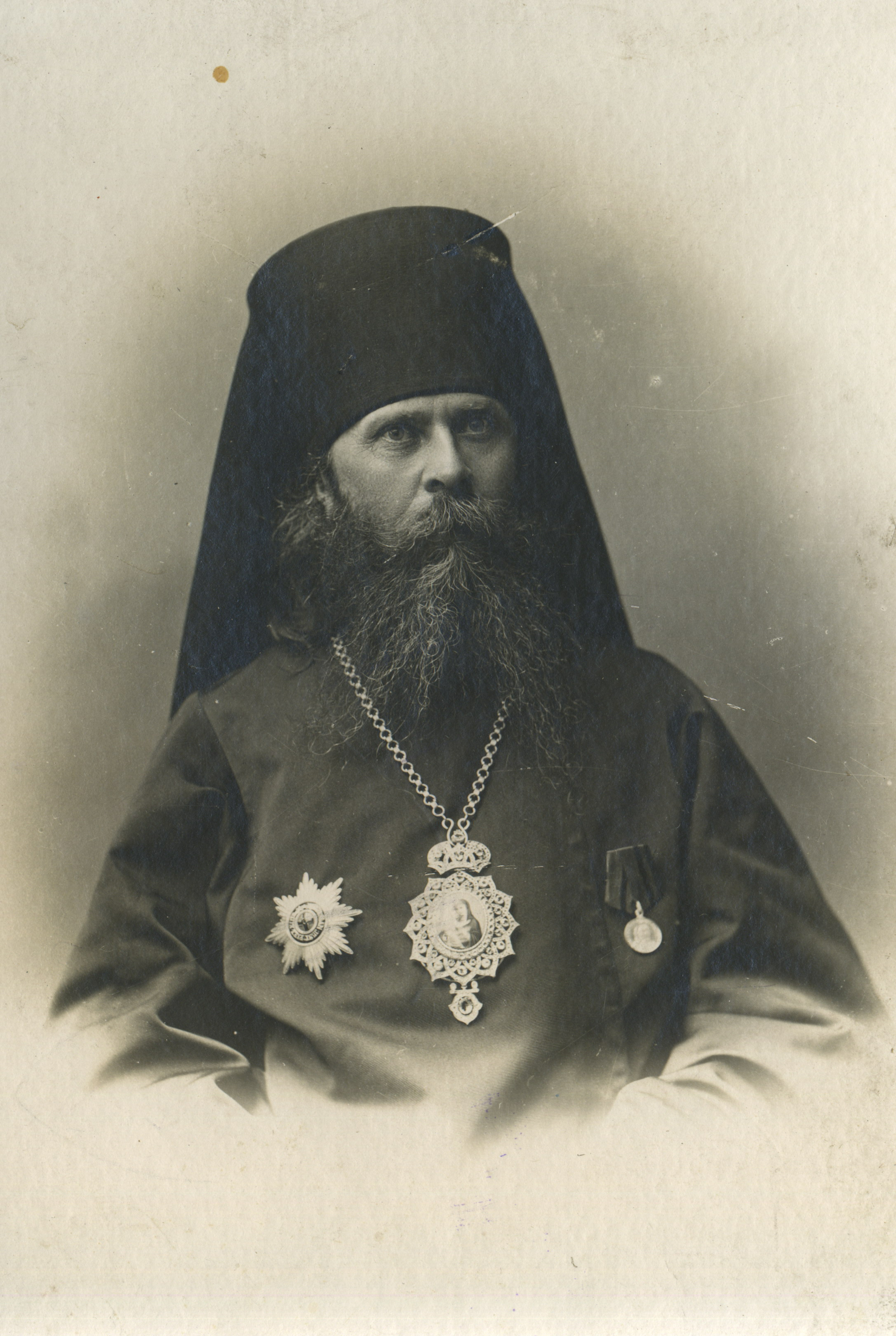
Alexandre évêque de Mourom.

Le 12 décembre 1904, il est consacré évêque du vicariat de Mourom de l'éparchie de Vladimir par le métropolite de Saint-Pétersbourg, Antoine (Vadkovski),.
Il préside à partir de 1905 le séminaire diocésain de Vladimir et il est président adjoint de la filiale de Vladimir de la Société impériale orthodoxe de Palestine.
Le 23 novembre 1907, l'évêque Alexandre est nommé évêque du vicariat de Iouriev-Polskoïe de l'éparchie de Vladimir.. Le 29 mai 1912, il est nommé évêque de l'éparchie de Vologda. Il organise activement des œuvres socio-caritatives dans son diocèse au déclenchement de la Première Guerre mondiale. En 1917, il participe aux Congrès panrusses du monachisme savant (président de la section « Du monachisme savant dans le service spirituel, éducatif et non éducatif ») et des représentants des monastères, avec vote décisif. Il est membre du Conseil local de l'Église orthodoxe russe (1917-1918) et participe aux trois sessions.
La répression s'abat sur les religions et en particulier sur l'Église orthodoxe russe dès 1918. En 1919, il est condamné à six mois de travaux forcés. Il est nommé en 1920 archevêque de Simbirsk. En janvier 1923, il reconnaît officiellement l'administration de l'Église rénovatrice (courant schismatique favorisé par les autorités communistes), mais en avril 1923, en raison de sa réticence à coopérer avec les rénovateurs, il prend sa retraite. Il sert à l'église de Tous-les-Saints de Simbirsk, où il vit au presbytère et, à l'automne, après s'être repenti, il retourne gérer le diocèse.
Il soutient la déclaration du métropolite Serge du 29 juillet 1927 et reçoit la chaire de Simféropol et de la Crimée.

### Service à Samara
Il est nommé en août 1928 archevêque de Kouïbychev (nom à l'époque de Samara). L'éparchie n'avait plus d'évêque depuis 1924 et il n'y avait plus qu'une seule église orthodoxe ouverte au culte dans la ville; d'autres étaient desservies par les rénovationites schismatiques. Il parcourt son éparchie, confesse, organise des processions, dans les rares endroits où cela est encore permis, ordonne des diacres et des prêtres, enseigne les laïcs et son clergé. Les paroisses orthodoxes augmentent à cette époque dans son éparchie, dépassant le nombre de celles tenues par les rénovationistes. L'archevêque Alexandre apporte son soutien aux membres du clergé revenus de prison ou d'exil, les aidant à se faire enregistre comme desservants. Il aide aussi les moniales expulsées du monastère de Diveïevo et reçoit en secret les vœux monastiques. Il est considéré par ses contemporains comme modeste, simple et miséricordieux.
En 1933, il est accusé d'activités anti-soviétiques. Les autorités l'accusent en particulier de « diriger des groupes contrerévolutionnaires d'ecclésiastiques », d'organiser des réunions illégales à son domicile propageant des idées anti-soviétiques. « Il a mené un travail de prédication dans un esprit anti-soviétique, a influencé des fanatiques religieux pour les accepter comme prêtres, a propagé de l'agitation anti-soviétique parmi les paysans qui venaient à lui du village à la recherche de prêtres. » Il est condamné le 29 octobre 1933 par la Guépéou à trois ans de relégation dans l'Oural. En 1935-1936, il est archevêque du vicariat de Pougatchiov dépendant de l'éparchie de Kouïbychev. De retour d'exil, il s'installe à Kouïbychev (Samara) où il sert à l'église Saint-Pierre-et-Saint-Paul.

### Arrestation et martyre
L'archevêque Alexandre est arrêté le 30 novembre 1937 en pleines Grandes purges staliniennes avec vingt-six prêtres et laïcs. Il est accusé d'« avoir rassemblé à Kouïbychev tous les prêtres non enregistrés, et surtout des prêtres revenus d'exil ou de prison. Ces popes sont accusés d'exercer une certaine autorité sur les croyants. Ces "victimes de la foi" » (sic) « ont été utilisées par eux pour faire de l'agitation fasciste anti-soviétique et contrerévolutionnaire. Lui-même a dirigé des actions d'agitation auprès d'émeutiers. » L'archevêque Alexandre ne reconnaît pas ses « fautes » devant ses accusateurs. Il est condamné le 21 décembre 1937 à être fusillé. La sentence est exécutée le 14 janvier 1938,.
L'archevêque Alexandre est reconnu comme saint en août 2000 parmi les nouveaux confesseurs et martyrs. D'autres prêtres qui ont plaidé non coupables dans la même affaire que lui sont canonisés en même temps que lui. Il s'agit des prêtres Ivan Iossifovitch Souldine (1880-1938), Ivan Vassilievitch Smirnov (1873-1938), Alexandre Alexandrovitch Organov (1873-1938), Trophime Grigoriévitch Matchine (1888-1938), Alexandre Petrovitch Ivanov (1866-1938), Viatcheslav Alexandrovitch Infantov (1883-1938), Vassili Ivanovitch Vitebski (1873-1938) et Iakov Ivanovitch Alfiorov (1878-1938).

## Publications
- В день священного коронования благочестивейшего государя императора Николая Александровича // Вятские епархиальные ведомости. 1891. № 19.
- Из впечатлений паломника во Святую землю // Вятские епархиальные ведомости. 1895. № 4-11, 18, 21; 1896. № 6, 13, 24; 1897. № 21; 1898. № 15.
- Воззвание к православной пастве // Вологодские епархиальные ведомости. 1917. № 8.
- Переписка с мирскими властями о вскрытии святых мощей преподобного Феодосия Тотемского // Даниловский благовестник 1998. Вып. 9. С. 36-41.
- Письма к Патриарху Тихону и М. Ветошкину // Следственное дело Патриарха Тихона. М., 2000. С. 522—528.
- Телеграмма Св. Синоду от 5.03.17 // Российское духовенство и свержение монархии в 1917 году. 2-е изд., испр. и доп. / Сост., предисл. и комм. М. А. Бабкина. М., 2008. С. 244.